# Tatumn Milazzo
Tatumn Marie Milazzo (* 17. April 1998 in Orland Park, Illinois) ist eine US-amerikanische Fußballspielerin.

## Karriere

### Verein
In ihrer Jugend spielte sie beim Eclipse Select SC und war von 2016 bis 2019 dann am College für die South Carolina Gamecocks aktiv.
Am 1. Februar 2021 wurde ihr Platz im Kader der Mannschaft der Chicago Red Stars während der Vorbereitung auf die neue Saison bekannt gegeben. Im April bekam sie dann auch einen Platz im erweiterten Kader. Ihr erster Einsatz für die Mannschaft war dann am 10. April 2021 bei einem 0:0 im diesjährigen Challenge Cup gegen Houston Dash.
Danach kam sie dann auch in der Liga zum Einsatz und sammelte über den weiteren Verlauf 11 Partien in dieser Spielzeit. Besser lief es dann in der Folgesaison, in welcher sie als Stammspielerin in allen Partien eingesetzt wurde. Diesen Status führt sie nun auch in der Saison 2023 weiter aus.